# كريستيانه فيبر
كريستيانا فيبر (بالألمانية: Christiane Weber)‏ (و. 1962  م) هي مبارزة بالسيف ألمانية، ولدت في مولهايم أن در رور، شاركت في الألعاب الأولمبية الصيفية 1988، والألعاب الأولمبية الصيفية 1984.

## روابط خارجية
- كريستيانه فيبر على موقع أوليمبيديا (الإنجليزية)